# Maria Katharina Strozzi
Maria Katharina Strozzi (* 1633; † 3. Jänner 1714) war die Gründerin und Namensgeberin der Wiener Vorstadt Strozzigrund.

## Herkunft
Sie entstammt der Frankenburger Linie dieses Kärntner Geschlechts Khevenhüller. Ihre Eltern waren der Reichsgraf Franz Christoph von Khevenhüller (1588–1650) und dessen Ehefrau die Freiin Barbara Teuffel zu Gundersdorf (1593–1634). Erst 1607 war die Familie aus dem Freiherrn- in den Grafenstand erhoben worden.

## Leben
Maria Katharina, Hofdame der Kaiserin, heiratete 1654 den Grafen Peter Strozzi (geb. 1626), der von der Florentiner Patrizierfamilie Strozzi abstammte. Ihr Mann wurde 1660 als kaiserlicher Gesandter nach Brandenburg berufen und fiel als Oberst eines Infanterieregiments am 7. Juni 1664 bei Csakathurn im Kampf gegen die Türken. Nach dem Tod ihres Mannes heiratete Maria Katharina nicht mehr. 1702 kaufte sie das dürre Lerchenfeld und errichtete hier ein kleines Sommerpalais (Palais Strozzi). 1704 wurde ihr Besitz von Kaiser Leopold I. zum freien Rittergut erklärt, wodurch die rechtliche Grundlage für die Bildung einer selbständigen Vorstadt gelegt wurde. Im Jahr 1746 wurde das Gebiet von der Stadt Wien gekauft und zu einer eigenen Vorstadt erklärt, die zu Ehren der Gräfin den Namen Strozzigrund erhielt.
Im Jahr 1862 wurde in Wien-Josefstadt (8. Bezirk) die Strozzigasse nach ihr benannt.